# Burg Winterbach
Als Burg Winterbach wird eine abgegangene kleine Wasserburg in Winterbach bezeichnet, eine Gemeinde im baden-württembergischen Rems-Murr-Kreis. Über das Aussehen und die Geschichte der Anlage, von der nur sehr geringe Reste vorhanden sind, ist so gut wie nichts mehr bekannt.

## Lage und Beschreibung
Die Burg befand sich in der Burgklinge, einem Tälchen nördlich von Winterbach jenseits der Rems und östlich von Rohrbronn. Die Burgklinge wird von dem Wattenbach durchflossen. Unmittelbar südlich und östlich davon finden sich die Flurnamen Hof und Hofäcker. Dieser Hof dürfte Zubehör der Burg gewesen sein.
Der Burgstall ist erhalten und entspricht einem langgestreckten Hügel, der an seiner Grundfläche etwa 70 Meter lang und 12 Meter breit. Oben ist er etwa 50 Meter lang und nur noch 4 bis 5 Meter breit. Das Bodendenkmal wurde durch ein südöstlich gebautes Haus (Burgklinge 3) gestört. Das Haus verfügt über einen Luftschutzbunker, der in den Burghügel hineingebaut wurde. Beim Bau des Hauses soll der damalige Besitzer auf Reste eines Kellers gestoßen sein, der jedoch nicht näher untersucht wurde.
Südlich des Burgstalls befand sich ein kleiner Staudamm. Durch diesen wurde der Wattenbach aufgestaut und die Umgebung des Burghügels unter Wasser gesetzt. Der Zugang zu der Kernburg erfolgte vom Norden her über einen Damm. Wahrscheinlich befand sich in diesem Bereich eine hölzerne Zugbrücke. Der Heimatforscher Hans Haller vermutete im Süden der Anlage einen Burggarten, in der Mitte das Hauptgebäude und im Norden einen kleinen Wirtschaftshof mit einem Stall. Eine Ringmauer nahm Haller nicht an. Bellon vermutet lediglich eine hölzerne Palisade. Wahrscheinlich diente die Burg der militärischen Absicherung eines alten Weges, welcher von den Höhen der Berglen kommend durch Winterbach und von dort über Engelberg in den Schurwald führte.

## Geschichte
Über die Geschichte der Burg ist nichts bekannt. Winterbach war allerdings ein bedeutender Ort und ein altes Hausgut der Salier. Erstmals erwähnt wurde Winterbach im Lorscher Codex im Jahre 1046. In den Jahren 1046 und 1048 hielt sich Kaiser Heinrich III. in Winterbach auf. Am 14. Oktober 1080, dem Vorabend der Schlacht von Hohenmölsen, übertrug Heinrich IV., Sohn Heinrichs III., seinen Besitz in Winterbach dem Domkapitel von Speyer. Allerdings blieb Winterbach nur bis 1101 im Besitz Speyers. In späteren Zeiten waren die Herren von Urbach in Winterbach begütert. Am 21. Juni 1276 stellte Graf Ulrich II. von Wirtenberg wahrscheinlich auf der Burg Winterbach eine Urkunde aus. Im Jahre 1467 verkaufte Agatha von Baldeck, Witwe des Walter von Urbach, ihre Güter an Graf Ulrich V. von Wirtenberg. Wahrscheinlich war die Burg zu diesem Zeitpunkt schon im Abgang und wurde deshalb nicht mehr urkundlich erwähnt.
Mitte des 19. Jahrhunderts waren noch Überreste der Befestigung vorhanden. In der Beschreibung des Oberamts Schorndorf von 1851 wurde noch erhaltenes Gemäuer von der Burg in der Burgklinge erwähnt.